# Helicinoidea
Helicinoidea Férussac, 1822 è una superfamiglia di molluschi gasteropodi della sottoclasse Neritimorpha.

## Descrizione
Helicinoidea è una delle quattro famiglie esistenti dell'ordine Cycloneritida. Le analisi filogenetiche convergono su un singolo albero in cui Neritopsoidea è stato recuperato come il gruppo sorella di un clade che includeva Helicinoidea come gruppo sorella di Hydrocenoidea e Neritoidea. Queste famiglie hanno diverse caratteristiche comuni, ma anche significative diversità. Fra queste una peculiarità delle Helicinoidea è dato dal suo apparato riproduttore. Infatti i Neritopsoidea e gli Hydrocenoidea mostrano una condizione monoica con un solo gonoporo, che potrebbe rappresentare uno stato di carattere plesiomorfo, mentre gli altri hanno aperture vaginali e dell'ovidotto indipendenti, che sono localizzate separatamente nell'Helicinoidea e adiacenti nella Neritoidea.
La superfamiglia Helicinoidea comprende tre famiglie terrestri, vale a dire Helicinidae, Proserpinidae e Proserpinellidae, così come la famiglia acquatica Neritiliidae, i cui membri vivono in corsi d'acqua dolce, acque sotterranee (es. Neritilia e Platynerita) e grotte marine subtidali (ad esempio, Pisulina e Siaesella.

## Tassonomia
La superfamiglia contiene 6 famiglie di cui due estinte:
- Famiglia † Dawsonellidae Wenz, 1938
- Famiglia † Deianiridae Wenz, 1938
- Famiglia Helicinidae Férussac, 1822
- Famiglia Neritiliidae Schepman, 1908
- Famiglia Proserpinellidae H. B. Baker, 1923
- Famiglia Proserpinidae Gray, 1847